# Мбому
Мбому̀ (на френски: Mbomou) е една от 14-те административни префектури на Централноафриканската република. Разположена е в източната част на страната и граничи с Демократична република Конго. Площта на префектурата е 61 150 км², а населението е около 132 000 души (2003). Гъстотата на населението в Мбому е около 2 души/км². Столица на префектурата е град Бангасу.